# Amiot 354
L'Amiot 354 era un bombardiere medio bimotore prodotto dall'azienda francese Avions Amiot dalla fine degli anni trenta, impiegato principalmente dall'Armée de l'air nella seconda guerra mondiale.
Assieme ad Amiot 350 e Amiot 351, tutti sviluppi della serie 340-350, l'Amiot 354 è stato avviato alla produzione ma a differenza di altri velivoli analoghi non entro' in servizio in quantità accettabili per incidere sugli eventi bellici. Dotato di due motori radiali, con velocità di almeno 480 km/h e 1 200 kg di carico utile, venne costruiti in circa 80 esemplari, sia nel modello monoderiva, l'Amiot 354 che in quello bideriva, l'Amiot 351.

## Utilizzatori
Francia
- Armée de l'air

 Francia di Vichy
- Armée de l'air de l'armistice

operò come aereo postale.
 Germania
- Luftwaffe

operò con alcuni esemplari requisiti.